# Malmesbury Castle
Malmesbury Castle war eine Burg in Malmesbury in der englischen Grafschaft Wiltshire. Die Motte wurde Anfang des 12. Jahrhunderts errichtet und Anfang des 13. Jahrhunderts wieder abgerissen.

## Geschichte
Die Stadt Malmesbury war im Frühmittelalter eine wichtige Siedlung, sowohl als Handelszentrum als auch als Standort der Malmesbury Abbey. Anfang des 12. Jahrhunderts kam die Abtei unter die Kontrolle des Bischofs Roger von Salisbury, der in der Nähe der Abtei, angrenzend an die Kirche, eine Motte errichten ließ. 1139 sorgte sich König Stephan um die Loyalität von Roger von Salisbury und verschiedenen anderen Bischöfen und besetzte ihre Burgen, darunter auch Malmesbury Castle. Der Bürgerkrieg der Anarchie zwischen König Stephan und seiner Konkurrentin in der Anwartschaft auf den englischen Thron, Kaiserin Matilda, brach kurz danach aus und Malmesbury Castle spielte darin eine aktive Rolle.
Am Beginn der Anarchie, noch 1139, eroberte der örtliche Baron Robert FitzHugh Malmesbury Castle von König Stephan, aber der König eroberte die Burg bald darauf zurück und plünderte dabei die Stadt. Die Burg wurde anschließend von den lokalen königlichen Truppen genutzt, um Raubzüge in die umgebenden Ländereien durchzuführen, worüber sich zeitgenössische Chronisten bitter beklagten. 1144 belagerte Robert von Gloucester erfolglos die Burg, die in den Händen der Krone blieb, bis der spätere König Heinrich II. sie 1153, gegen Ende des Bürgerkrieges, eroberte. In der Regierungszeit von König Johann Ohneland sandten die örtlichen Mönche diesem eine Petition, die Burg abzureißen. Der König war einverstanden und so wurde Malmesbury Castle Anfang des 13. Jahrhunderts zerstört.
Heute sind keinerlei Überreste der Burg mehr erhalten und die Archäologen müssen noch ihre genaue Lage in der modernen Stadt bestimmen.